# Repubblica Ceca ai XXII Giochi olimpici invernali
La Repubblica Ceca ha partecipato ai XXII Giochi olimpici invernali, che si sono svolti dal 7 al 23 febbraio a Soči in Russia, con una delegazione composta da 88 atleti.